# Nagy Zoltán (néprajztudós)
Nagy Zoltán (1968. december 23. –) magyar néprajzkutató, a PTE BTK Néprajz - Kulturális Antropológia Tanszék habilitált egyetemi tanára, tanszékvezetője.

## Tanulmányai
Végzettségeit a Janus Pannonius Tudományegyetemen (ma: Pécsi Tudományegyetem) szerezte magyar nyelvészet- és irodalom szakon (finnugor specializáció) 1994-ben, valamint néprajz szakon (1997). PhD fokozatát 2005-ben szerezte meg, disszertációja „Az őseink még hittek az ördögökben.” Egy Vaszjugan folyó menti hanti falu szent helyei címet viselte. Témavezetője Vargyas Gábor volt. Habilitációs előadására 2012-ben került sor (Pécs, 2012. május 4. 12 óra), mely A hantik recens antropológiai kutatásának kihívásai: a város. A hantik a lokális közbeszédben: egy etnikum láthatatlanná válása címet viselte és 100%-os értékelést kapott a bizottságtól. Az előadást orosz nyelven foglalta össze.

## Munkássága

#### Kutatási és oktatási területei
Kulturális antropológia, finnugrisztika, Nyugat-Szibéria kultúrái (hantik, szölkupok), vallásantropológia, kulturális változások, alkohol és társadalom kapcsolata, identitás, etnicitás, modernizáció, posztszovjet kutatások. Eddigi terepmunkáit Oroszországban végezte, 1992. óta vizsgálja a vaszjugáni hantikat.

#### Munkahelyei
1992-1997 között a JPTE BTK Finnugor Tanszékén dolgozott demonstrátorként, óraadóként. 1995-1997 között a Néprajz Tanszék ügyvivő szakértője. 1997-től egyetemi tanársegéd a PTE BTK Néprajz Tanszéken, illetve tanszékvezető helyettes. 2005-től egyetemi adjunktus, 2007-től pedig betölti a tanszékvezetői pozíciót (Vargyas Gábortól átvéve), illetve egyetemi docens. 2013-ban a  PTE BTK Társadalmi Kapcsolatok Intézetének megbízott intézetigazgatója lesz.

#### Kurzusai
1992-től óraadóként, 1997-től teljesállású egyetemi oktatóként tartott tantárgyak (PTE):
- Antropológiai bevezető kurzusok,
- Antropológia-történeti olvasószemináriumok,
- Vallásetnológiai kurzusok,
- Terepmunka-módszertani kurzusok,
- Finnugor népek kultúrájáról szóló általános kurzusok,
- Szibéria népeinek kultúrájáról szóló általános kurzusok,
- A hantikról szóló kurzusok,
- Szakszöveg-olvasó kurzusok[2]

Részt vesz az alapképzés, mesterképzés és a PTE Interdiszciplináris Doktori Iskola hallgatóinak oktatásában is. Több hallgató konzulense volt, valamint eddig hét doktorandusz témavezetője, akik közül ketten fokozatot is szereztek.

#### Terepmunkái
- 1992 etnológiai terepmunka a vaszjugáni hantik közt (3 hónap)
- 1993 etnológiai terepmunka az obi szölkupok közt (3 hónap)
- 1998/99 etnológiai terepmunka a vaszjugáni hantik közt (7 hónap)
- 2001 etnológiai terepmunka a vaszjugáni hantik közt (2 hónap)
- 2007 etnológiai terepmunka a vaszjugáni hantik közt (3 hónap)
- 2007-2008 etnológiai terepmunka a vaszjugáni hantik közt (3 hónap)
- 2008 etnológiai terepmunka a baskortosztáni udmurtok közt (1 hónap)[2]

#### Nyelvtudása
Orosz, hanti és angol nyelven beszél. A magyar nyelv mellett oroszul és angolul is jelentek meg publikációi.

## Művei
- Az őseink még hittek az ördögökben. Vallási változások a vaszjugani hantiknál; MTA NKI–L'Harmattan–PTE Néprajz-Kulturális Antropológia Tanszék, Bp.–Pécs, 2007 (Kultúrák keresztútján)
- Az elkerülhetetlen. Vallásantropológiai tanulmányok Vargyas Gábor tiszteletére; szerk. Landgraf Ildikó, Nagy Zoltán; PTE Néprajz-Kulturális Antropológia Tanszék–MTA BTK Néprajztudományi Intézet–L'Harmattan, Pécs–Bp., 2012